# Барон де Бельпуч
Барон де Бельпуч — испанский дворянский титул. Он был создан в 1139 году суверенным графом Барселоны и королем-консортом Арагона Рамоном Беренгером IV для Беренгера-Арнальдо де Англесолы, сеньора замка Бельпуч.
Название баронского титула происходит от названия муниципалитета Бельпуч, район (комарка) Уржель, провинция Льейда, автономное сообщество Каталония (Испания).
В 1922 году король Испании Альфонсо XIII восстановил титул барона де Бельпуч для Антонио де Бустоса и Руиса де Арана, который стал 22-м бароном де Бельпуч.

## Бароны де Бельпуч
|                                                        | Титул                                                                          | Период                                                 |
| Креация создана графом Барселоны Рамоном Беренгером IV | Креация создана графом Барселоны Рамоном Беренгером IV                         | Креация создана графом Барселоны Рамоном Беренгером IV |
| ------------------------------------------------------ | ------------------------------------------------------------------------------ | ------------------------------------------------------ |
| I                                                      | Беренгер-Арнальдо де Англесола                                                 | 1139                                                   |
| II                                                     | Гиллем де Англесола                                                            | ? — 1236                                               |
| III                                                    | Гиллем III де Англесола                                                        | 1236-1296                                              |
| IV                                                     | Гиллем IV де Англесола                                                         | 1296-1333                                              |
| V                                                      | Рамон де Англесола и Пальярс                                                   | 1333 — ?                                               |
| VI                                                     | Беатрис де Англесола                                                           | ? — ?                                                  |
| VII                                                    | Уго II Фольк де Кардона                                                        | ? — ?                                                  |
| VIII                                                   | Уго Фольк де Кардона и Англесола                                               | ? — 1410                                               |
| IX                                                     | Рамон Фольк де Кардона                                                         | 1410-1460                                              |
| X                                                      | Уго де Кардона                                                                 | 1460-1463                                              |
| XI                                                     | Антонио Фольк де Кардона                                                       | ? — ?                                                  |
| XII                                                    | Рамон Фольк де Кардона и Рекесенс                                              | 1502-1522                                              |
| XIII                                                   | Фернандо Фольк де Кардона и Рекесенс                                           | 1522-1571                                              |
| XIV                                                    | Луис Фольк де Кардона и Фернандес де Кордова                                   | 1571-1574                                              |
| XV                                                     | Антонио Фернандес де Кордова Фольк де Кардона и Рекесенс                       | 1574-1606                                              |
| XVI                                                    | Луис Фернандес де Кордова и Арагон                                             | 1606-1642                                              |
| XVII                                                   | Антонио Фернандес де Кордова Фольк де Кардона Англесола Арагон и Рекесенс      | 1642-1659                                              |
| XVIII                                                  | Франсиско Мария Фернандес де Кордова Фольк де Кардона Арагон и Рекесенс        | 1659-1688                                              |
| XIX                                                    | Феликс Мария Фернандес де Кордова Кардона и Рекесенс                           | 1688-1709                                              |
| XX                                                     | Франсиско Хавьер Фернандес де Кордова Кардона и Рекесенс                       | 1709-1750                                              |
| XXI                                                    | Буэнавентура Франсиска Фернандес де Кордова Фольк де Кардона Рекесенс и Арагон | 1750-1768                                              |
| Восстановление креации королем Испании Альфонсо XIII   |                                                                                |                                                        |
| XXII                                                   | Антонио де Бустос и Руис де Арана                                              | 1923-1990                                              |
| XXIII                                                  | Альфонсо де Бустос и Бустос                                                    | 1990-2013                                              |
| XXIV                                                   | Альфонсо де Бустос и Пардо-Мануэль де Вильена                                  | 2013 — н.в.                                            |

## История баронов де Бельпуч
- Беренгер-Арнальдо де Англесола , 1-й барон де Бельпуч.

- Гиллем II де Англесола (1180—1236) , 2-й барон де Бельпуч, сын предыдущего

- Гиллем III де Англесола (? — 1296) , 3-й барон де Бельпуч. Сын Бернардо (Рамона) де Англесола и внук предыдущего

- Гиллем IV де Англесола (ок. 1292—1333) , 4-й барон де Бельпуч, сын предыдущего
  - Супруга — Беатриу (Беатрис) де Пальярс (1285—1320), виконтесса де Вильямур, дочь графа Арнау Рожера I де Пальярса и Эудоксии Ласкарины. Ему наследовал их сын:

- Рамон де Англесола и Пальярс (? — ?), 5-й барон де Бельпуч, виконт де Вилламур. Ему наследовала его сестра:

- Беатрис де Англесола  (1307—1330/1333), 6-я баронесса де Бельпуч, виконтесса де Вилламур.
  - Супруг — Уго Фольк I де Кардона (ок. 1307—1334), 22-й виконт де Кардона, сын Рамона Фолька де Кардоны, 20-го виконта де Кардона, и Марии Альфонсес де Аро. Ей наследовал их сын:

- Уго II Фольк де Кардона (15 октября 1328 — 2 августа 1400), 7-й барон де Бельпуч, 1-й граф де Кардона.
  - Супруга — Беатрис Бланка де Беренгер де Арагон, дочь Рамона Беренгера Арагонского, графа де Ампурьяс, и Бланки Арагонской.
  - Супруга — Беатрис де Луана и Алагон, дочь Педро Мартинеса де Луны и Салуццо, сеньора де Альмонасид, и Эльфы де Арагон Херики и Арбореа. Ему наследовал его сын от второго брака:

- Уго Фольк де Кардона и Англесола  (1389—1410), 8-й барон де Бельпуч, 1-й барон де Альмонасид.
  - Супруга — Франсиска де Кастро и Пинос, дочь Берната I Галсерана де Пиноса, барона де Пинос, и Альдонсы д Кастро, баронессы де Кастро. Ему наследовал их сын:

- Рамон Фольк де Кардона (1410—1460), 9-й барон де Бельпуч, барон де Линьола, барон де Калонже.
  - Супруга — Каталина де Сентельес и Урреа, дочь Франсиско Гилаберта де Сентельес, 1-го графа де Олива, и Беатрис Хименес де Урреа. Ему наследовал их сын:

- Уго Фольк де Кардона Англесола и Сентельес (1430—1463), 10-й барон де Бельпуч.
  - Супруга — Эльфа де Перельос и де Мур (1430—1495), 7-я баронесса де Альби, дочь Понса де Перельоса и Виоланты Луизы де Мур, 6-й баронессы де Альби. Поддерживал принца Карла Вианского и был лишен своего титула. Баронский титул был передан его младшему брату:

- Антонио Фольк де Кардона (1435—1467), 11-й барон де Бельпуч.
  - Супруга — Кастельяна де Рекесенс и де Солер, 1-я баронесса де Линьола, дочь Галсерана де Рекесенса, 1-го барона де Молинс-де-Рей, и Изабель Джоан де Солер. Ему наследовал их сын:

- Рамон Фольк де Кардона-Англесола (Рамон Фольк де Кардона и Рекесенс) (1467 — 10 марта 1522), 12-й барон де Бельпуч, 1-й герцог де Сома, 1-й граф де Оливето, вице-король Неаполя в 1509—1522 годах.
  - Супруга — Изабель Энрикес де Рекесенс (1485—1535), 2-я графиня де Паламос, дочь Галсерана де Рекесенса, 1-го графа де Паламос, и Беатрис де Энрикес, дочери 2-го графа де Альба-де-Листе. Ему наследовал их сын:

- Фернандо Фольк де Кардона и Рекесенс (20 ноября 1521—1571), 13-й барон де Бельпуч, 2-й герцог де Сома, 3-й граф де Паламос, 2-й граф де Оливето.
  - Супруга — Беатрис Фернандес де Кордова, 4-я герцогиня де Сесса, дочь Луиса Фернандеса де Кордовы, 4-го графа де Кабра, 4-го виконта де Иснахар, и Эльвиры Фернандес де Кордовы, 2-й герцогини де Сесса, 2-й герцогини де Терранова и 2-й герцогини де Сантанджело. Ему наследовал их старший сын:

- Луис Фольк де Кардона и Фернандес де Кордова (1548—1574), 14-й барон де Бельпуч, 3-й герцог де Сома, 4-й граф де Паламос, 3-й граф де Оливето. Холост и бездетен. Ему наследовал его младший брат:

- Антонио Фернандес де Кордова Фольк де Кардона и Рекесенс (2 декабря 1550 — 6 января 1606), 15-й барон де Бельпуч, 4-й герцог де Сома, 5-й герцог Сесса, 5-й граф де Паламос, 4-й граф де Оливето, граф де Авеллино, граф де Тривенто, 3-й герцог Баэна, 7-й граф Кабра, виконт де Иснахар.
  - Супруга — Хуана де Арагон и Кордова, дочь Диего Фернандеса де Кордовы, 3-го маркиза де Комарес, и Хуаны де Арагон Фольк де Кардоны, 4-й герцогини де Сегорбе, 4-й герцогини де Кардона, графини де Ампурьяс, графини де Прадес и маркизы де Пальярс. Ему наследовал их сын:

- Луис Фернандес де Кордова Фольк де Кардона Арагон и Рекесенс (1582 — 14 ноября 1642), 16-й барон де Бельпуч, 5-й герцог де Сома, 6-й герцог  Сесса, 4-й герцог Баэна, 8-й граф Кабра, граф де Паламос, 5-й граф де Оливето, барон де Линьола, барон де Калонже и виконт де Иснахар.
  - Супруга — Марианна де Рохас, 4-я маркиза де Поса, дочь Франсиско де Рохаса и Кардовы, 3-го маркиза де Поса, и Франсиски Энрикес де Кабреры.
  - Супруга — Франсиска Луиза Портокарерро (? — 1639), 6-я маркиза де Вильянуэва-дель-Фресно и 14-я сеньора де Могер. Дочь Алонсо де Портокарреро, 5-го маркиза де Вильянуэва-дель-Фресно, и Изабель де ла Куэвы. Ему наследовал его сын от первого брака:

- Антонио Фернандес де Кордова Фольк де Кардона Англесола Арагон и Рекесенс (1600—1659), 17-й барон де Бельпуч, 6-й герцог де Сома, 7-й герцог Сесса, 5-й герцог Баэна, 9-й граф Кабра, граф де Паламос, граф де Оливето, 9-й виконт де Иснахар, барон де Линьола и барон де Калонже.
  - Супруга — Тереза Пиментель и Понсе де Леон (1596—1689), дочь Антонио Алонсо Пиментеля и Киньонеса, 9-го герцога де Бенавенте, графа де Луна, 6-го графа де Оливето, и Марии Понсе де Леон из дома герцогов де Аркос. Ему наследовал их сын:

- Франсиско Мария Фернандес де Кордова Фольк де Кардона Англесола Арагон и Рекесенс (17 октября 1626 — 12 сентября 1688), 18-й барон де Бельпуч, 7-й герцог де Сома, 8-й герцог Сесса, 6-й герцог Баэна, 8-й герцог де Терранова, 8-й герцог де Сантанджело, 10-й граф де Кабра.
  - Супруга — Изабель Фернандес де Кордова и Фигероа (1619—1654), дочь Альфонсо Фернандеса де Кордовы и Фигероа, 5-го герцога де Ферия, 5-го маркиза де Прьего, и Хуаны Энрикес де Риберы, дочери маркиза де Тарифа.
  - Супруга — Менсия Давалос (их брак был аннулирован).
  - Супруга — Анна Мария Пиментель де Кордова и Энрикес де Гусман (1639—1676), 6-я маркиза де Тавара и 2-я графиня де Вильяда, дочь Энрике Пиментеля и Москосо, 5-го маркиза де Тавара, и Франсиски Фернандес де Кордовы.
  - Супруга — Мария Андреа де Гусман и Суньига, дочь Мануэля Луиса де Гусмана и Манрике де Суньига, 4-го маркиза де Вильяманрике и маркиза де Аямонте, и Анны Давилы и Осорио, 11-й маркизы де Асторга. Ему наследовал его сын от первого брака:

- Феликс Мария Фернандес де Кордова Кардона и Рекесенс (1654 — 3 июля 1709), 19-й барон де Бельпуч, 8-й герцог де Сома, 9-й герцог Сесса, 7-й герцог Баэна и 12-й граф Кабра.
  - Супруга — Франсиска Фернандес де Кордова и Рохас Портокарреро (1662—1680), 3-я графиня де Каса-Пальма и 7-я графиня де лас Посадас, дочь Диего Фернандеса де Кордовы и Портокарреро, 2-го графа де Каса-Пальма, и Леонор Сапаты и Сильвы.
  - Супруга — Маргарита де Арагон и Бенавидес (1664—1702), дочь Луиса Рамона де Арагона Фолька де Кардоны, 7-го герцога де Кардона и 6-го герцога де Сегорбе, и Марии де Бенавидес. Ему наследовал его сын от первого брака:

- Франсиско Хавьер Фернандес де Кордова Кардона и Рекесенс (20 сентября 1687 — 19 мая 1750), 20-й барон де Бельпуч, 9-й герцог де Сома, 10-й герцог Сесса, 8-й герцог Баэна, 10-й герцог де Терранова, 10-й герцог де Сантанджело.
  - Супруга — его родная тетка, тетТереза Фернандес де Кордова и Гусман, дочь Франсиско Фернандеса де Кордовы Фолька де Кардоны Англесолы Арагона и Рекесенса, 7-го герцога де Сома, 8-го герцога де Сесса, 6-го герцога де Баэна, и его четвертой жены. Марии Андреа де Гусман. Ему наследовала их дочь:

- Буэнавентура Франсиска Фернандес де Кордова Фольк де Кардона Рекесенс и Арагон (1712 — 9 апреля 1768), 21-я баронесса де Бельпуч, 10-я герцогиня де Сома, 11-я герцогиня де Сесса, 11-я герцогиня де Терранова, 11-я герцогиня де Сантанджело, 10-я герцогиня де Андрия, 9-я герцогиня де Баэна, 15-я графиня де Кабра и 10-я графиня де Оливето.
  - Супруг — Вентура Осорио де Москосо и Гусман Давила и Арагон (1707—1746), 6-й герцог Санлукар-ла-Майор, 6-й герцог Медина-де-лас-Торрес, 10-й граф де Альтамира, граф де Лодоса, 5-й маркиз де Леганес, маркиз де Поса, маркиз де Мората-де-ла-Вега, 6-й маркиз де ла Вилья-де-Сан-Роман и т. д.
  - Супруг — Хосе Мария де Гусман и Велес де Гевара (1709—1781), 4-й маркиз де Гевара, 7-й граф де Вильямедьяна, 12-й граф де Оньяте, 6-й маркиз де Монтеалегре, 7-й маркиз де Кинтана-дель-Марко, 5-й граф де Кампо-Реаль, 7-й граф де Кастронуэво, 7-й граф де лос Аркос.

Восстановление креации в 1923 году:
- Антонио де Бустос и Руис де Арана (7 октября 1905 — 22 марта 1990), 22-й барон де Бельпуч. Сын Альфонсо де Бустоса и Бустоса (1861—1928), 9-го маркиза де Корвера, и Марии Изабель Луизы Руис де Арана и Осорио де Москосо (1865 — ?).
  - Супруга — Матильда де Бустос и Камперо (? — 2007), дочь Альфонсо де Бустоса и Руиса де Араны, 2-го герцог де Уэте, и Марии Камперо и

Сервантес. Ему наследовал в 1990 году их сын:
- Альфонсо де Бустос и Бустос (? — 2 июня 2002), 23-й бароне де Бельпуч.
  - Супруга — Мария Игнасия Пардо Мануэль де Вильена и Бертелеми. Ему наследовал их сын:

- Альфонсо де Бустос и Пардо-Мануэль де Вильена, 24-й барон де Бельпуч.
  - Супруга — Консепсьон де Фуэнтес Коррипио.